# Joseph Hoffa
Joseph Meyer Hoffa (geb. 18. August 1803 in Kassel; gest. 23. April 1853 in Marburg) war ein deutscher Altphilologe, Privatdozent und Lehrer, der von 1827 bis zu seinem Tode in Marburg wirkte. Seine berufliche Laufbahn war von erfolglosen Versuchen geprägt, als Jude eine Professur oder auch eine andere staatliche Anstellung in Kurhessen zu erhalten.

## Frühe Jahre
Hoffas Vater war Kriegszahlamtsagent des Hessen-Kasseler Kurfürsten Wilhelm I. Er verlor diese Stellung und die damit verbundenen Einkünfte jedoch im November 1806, als Kassel von Napoleons Truppen besetzt wurde, der Kurfürst floh und Hessen-Kassel danach in das Königreich Westphalen von Napoleons Bruder Jérôme Bonaparte eingegliedert wurde. Trotz der prekären Finanzsituation der Familie konnten Josef und sein älterer Bruder Jonas eine gute schulische Ausbildung genießen. Josef wurde ab seinem 6. Lebensjahr in einer Kasseler Privatschule unterrichtet. 1816 wurde er ins 1779 gegründete Lyceum Fridericianum unter dessen Rektor Nathanael Cäsar aufgenommen. Nach erfolgreichem Abschluss ging er 1821 mit finanzieller Unterstützung wohlhabender Glaubensbrüder an die Universität Marburg, wo er Philologie und Pädagogik studierte. Im Frühjahr 1823 wechselte er an die Universität Heidelberg. Nach einem Jahr dort musste er aus finanziellen Gründen Heidelberg verlassen. Er ging nach Frankfurt am Main, wo er eine Anstellung als Lehrer an der israelitischen Privatschule des Dr. Weil fand. Nach zwei Jahren an dieser Schule fand er eine Stellung als Hofmeister bzw. Hauslehrer in Frankfurt, was ihm genügend Zeit ließ, sich auf seine Promotion vorzubereiten.

## Wissenschaftliche Laufbahn
Am 30. April 1827 erfolgte seine Promotion zum Doktor der Philosophie an der Universität Marburg und noch im gleichen Jahr habilitierte er sich, ebenfalls in Marburg, für Philologie und neuere Sprachen. Daraufhin wurde er im Herbst 1827 als Privatdozent an der dortigen Philosophischen Fakultät zugelassen. Bis zu seinem Tod 1853 lehrte er Klassische Philologie und bis 1844 auch Hebräisch, und von 1843 bis 1853 auch romanische und englische Philologie. Er hielt Vorlesungen über lateinischen Stil, griechische Schriftsteller und römische Altertümer und Privatissima im Lateinischen, Griechischen, Englisch, Französisch und Hebräisch. Ab 1838 gab er auch Französischunterricht an der Realschule in Marburg, um seinen Lebensunterhalt zu sichern.
Wenige Wochen nach Verabschiedung der liberalen kurhessischen Verfassung bewarb er sich im März 1831 erstmals um eine außerordentliche Professorenstelle an der Universität Marburg, wurde jedoch von der Philosophischen Fakultät abgelehnt. Neben Zweifeln an seiner persönlichen Eignung wurde angeführt, dass es für die Anstellung eines Juden keine gesetzliche Grundlage gäbe; die neue Verfassung hatte die rechtliche Gleichstellung von Juden bis zu einer gesetzlichen Regelung verschoben. Friedrich Rehm, Mitglied der Universitätsversammlung und zeitweise Rektor, vertrat wie auch im Fall des Joseph Rubino den Standpunkt, dass die Universität eine „christliche Corporation“ sei und Juden sich als eigenständige Nation betrachteten. Daher könnten sie keine Staatsbürger sein. Die Einhaltung des Sabbat sei mit den Amtspflichten eines Professors, Soldaten oder Beamten unvereinbar; halte ein Jude den Sabbat jedoch nicht ein, sei er unreligiös und schon aus diesem Grunde abzulehnen.
Im Senat hingegen stieß die Ablehnung auf Kritik. So wies Ferdinand Wurzer darauf hin, dass es gegen den Gleichbehandlungsgrundsatz verstoße, wenn Juden zwar Zivil- und Militärärzte, jedoch keine Professoren werden dürften. Mit dieser Begründung, so Wurzer, hätte man auch Baruch de Spinoza und Moses Mendelssohn ablehnen können. Auch der Wirtschaftswissenschaftler Michael Alexander Lips widersprach Rehms Begründung. Letzten Endes konnten sich Wurzer und Lips jedoch nicht durchsetzen, und der Senat übernahm die Empfehlung der Philosophischen Fakultät, Hoffa abzulehnen.
Im Oktober 1833 ersuchte der in prekären Verhältnissen lebende Hoffa erneut um eine Anstellung an der Universität, ersatzweise um eine Gratifikation. Wenige Tage darauf fügte er seine Bewerbung um eine Anstellung als Sekretär der Landesbibliothek hinzu. Die Anstellung wurde erneut abgelehnt, er erhielt jedoch eine Gratifikation von 50 Talern. In der Folgezeit wandte sich Hoffa wiederholt an das kurhessische Innenministerium und den Prinzregenten Friedrich Wilhelm, wobei er auch auf ein persönliches Gespräch mit Innenminister Ludwig Hassenpflug Bezug nahm. Er bat um eine Anstellung mit einem festen Gehalt, das ihm demütigende Bettelbriefe erspare. Ferner bewarb er sich zweimal erfolglos um eine Anstellung als Gymnasiallehrer. Lediglich 1838 erhielt er nach dem Ausscheiden Hassenpflugs aus der Regierung nochmals eine Gratifikation von 50 Talern. Hoffa wiederholte seine Eingaben in den folgenden Jahren und bewarb sich auch als Gymnasial- und Realschullehrer. Ihm wurde jedoch erklärt, dass er als Jude grundsätzlich keine Aussicht auf eine Stelle habe. Bei verschiedenen Gelegenheiten wurden ihm nochmals Gratifikationen ausgezahlt, jedoch konnte er keines seiner Ziele erreichen.
1843 erneuerte er seine Eingabe. Der aus der jüdischen Gemeinde Fritzlar stammende Joseph Rubino, der nach seiner Konversion zum Christentum ordentlicher Professor an der Marburger Universität geworden war, hielt ihn jedoch für wenig begabt und nur für eine Lehrertätigkeit geeignet, und meinte, es sei ein Fehler, Hoffa durch eine Anstellung an der Universität in seiner Fehlorientierung zu bestärken. Auch weitere Bewerbungen Hoffas als Lektor und Realschullehrer blieben erfolglos.
Hoffa starb am 23. April 1853. Er wurde auf dem Alten jüdischen Friedhof in Marburg beerdigt, wo sein Grabstein (Mazewa) noch heute zu finden ist.

## Schriften (Auswahl)
- J. Hoffa (Bearb.): Shakspeare's Hamlet, Prince of Denmark: Grammatisch und sachlich zum Schul- und Privatgebrauch erläutert. Westermann, Braunschweig, 1845